# Station Visselhövede
Station Visselhövede (Bahnhof Visselhövede) is een spoorwegstation in de Duitse plaats Visselhövede in de deelstaat Nedersaksen. Het station ligt aan de spoorlijn Uelzen - Langwedel, de spoorlijn Hannover - Bremervörde is tussen Rotenburg (Wümme), Visselhövede en Cordingen opgebroken. Het wordt aangedaan door Regionalbahn-treinen van erixx en het goederenverkeer wordt verzorgd door de OHE. Het hoort bij de stationscategorie 6

## Geschiedenis

### 1873 tot 1945
Het station Visselhövede werd in kader van de bouw van de Amerikalinie door de Magdeburg-Halberstädter Eisenbahn in 1873 oorspronkelijk als sneltreinstation geopend, wat men tegenwoordig nog kan herkennen aan de lengte van het perron. Tegenwoordig wordt nog een fractie van de oorspronkelijke perronlengte gebruikt. Vanaf 1900 stoppen er in Visselhövede geen sneltreinen meer. In 1890 wordt een naar het zuidoosten afbuigende lijn naar Walsrode geopend. In 1906 kwam er een verbinding via Brockel naar Rotenburg bij, die het station richting het zuidwesten verliet, om vervolgens via een dive-under onder de Amerikalinie richting het noorden afbuigt. Visselhövede ontwikkelde zich op deze wijze als regionaal spoorwegknooppunt, hierdoor kreeg het station een voetgangerstunnel en een draaischijf.

### 1945 tot 1987
Na de Tweede Wereldoorlog verzwakte, door de Duitse deling, de betekenis van de Amerikalinie. Vanaf toen wordt het station gebruikt door hoofdzakelijk forenzen naar Bremen, gelegenheidsreizigers en soldaten van de lokale garnizoen. In 1958 werd de verbinding naar Rotenburg en in 1980 de verbinding naar Walsrode stilgelegd. Beide zijn grotendeels afgebroken. In 1987 werd het westelijke deel van de Amerikalinie een stuk dubbelspoor teruggebouwd naar enkelspoor.

### 1987 tot vandaag

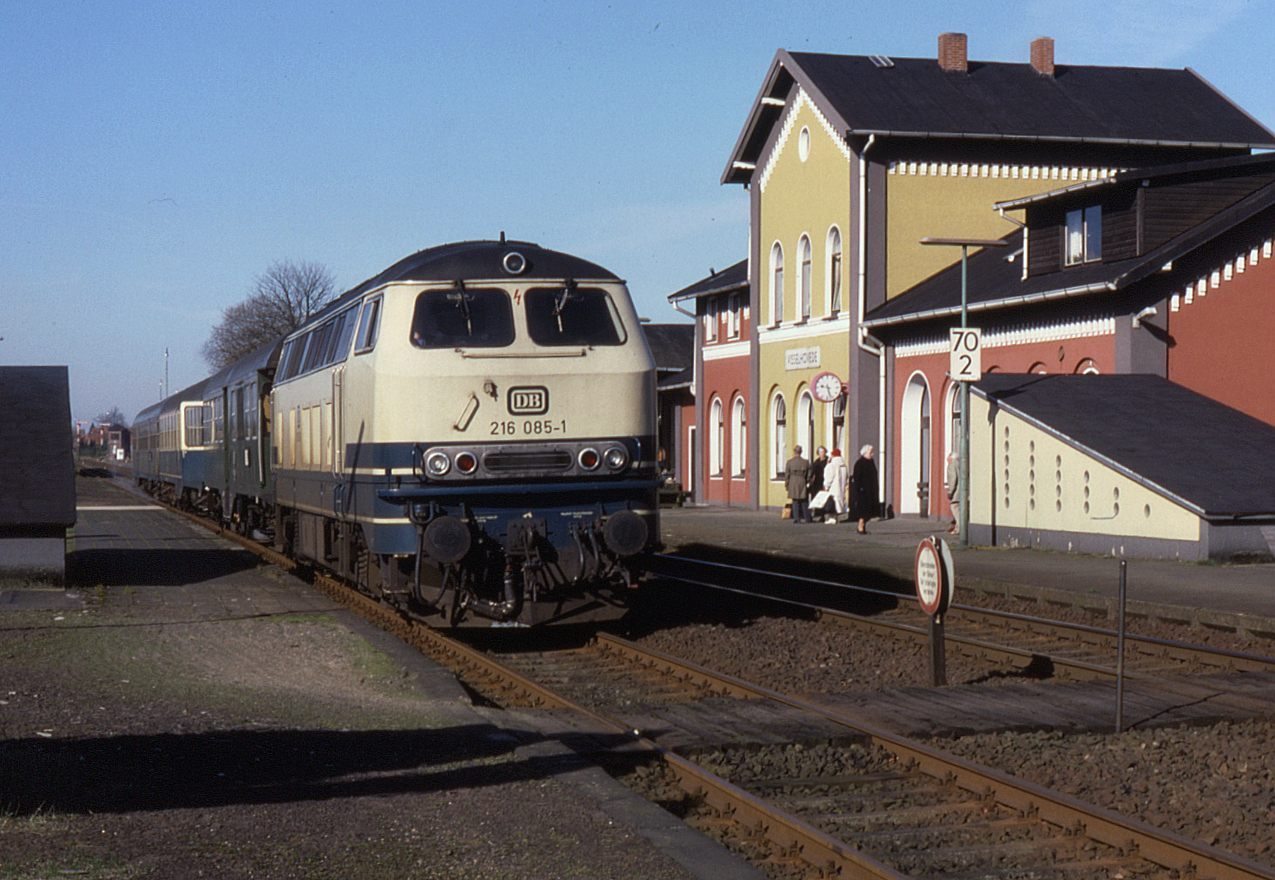
Trein Bremen - Uelzen in station Visselhövede (1988)

In deze tijd begon ook een grote terugbouw van het emplacement van station Visselhövede. Doordat meerdere kleine haltes in de omgeving van Visselhövede gesloten werden, is dit station nog de enige station in een groot, landelijk en dunbevolkt gebied dat zich uitstrekt vanaf de westzijde van de Lüneburger Heide tot de Lintelner Geest uitstrekt en ook het zuidelijke deel van de Landkreis Rotenburg en het uiterste oosten van de Landkreis Verden omvat het bedieningsgebied van het station. Het goederenverkeer bestaat tegenwoordig uit houttransporten, tevens wordt een bedrijventerrein ten oosten van Visselhövede met het spoor verbonden voor transporten van Minerale olie. Tevens rijden er goederentreinen van kleine private spoorwegondernemingen bijvoorbeeld tussen Wilhelmshaven en bestemmingen in Centraal-Duitsland en Berlijn.

### Technische renovatie (2009)

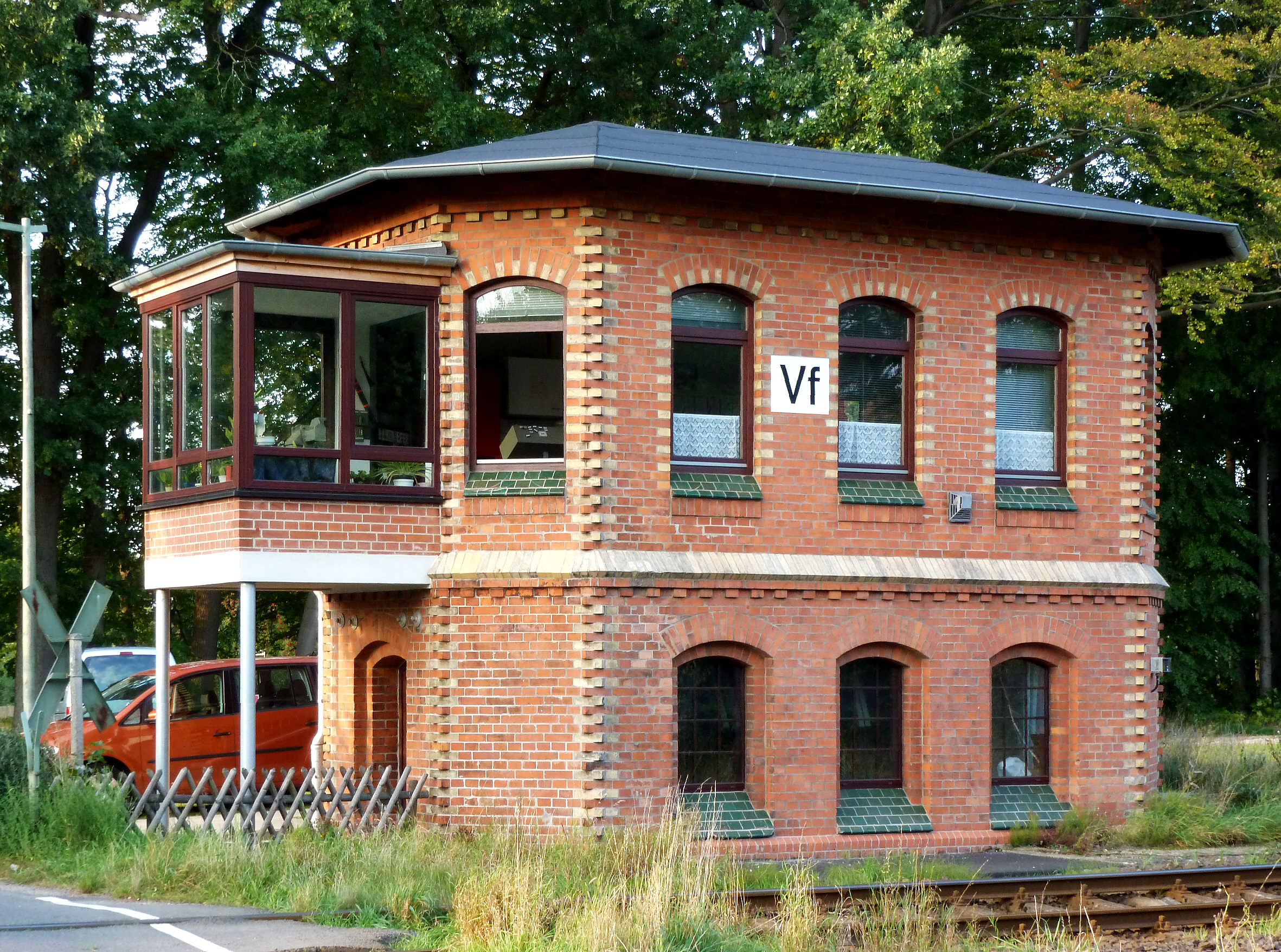
Treindienstleidingspost Vf (Voormalig wisselwachterspost Vo) (2011)

Begin 2009 werd de renovatie van de technische infrastructuur afgesloten. Naast de vanaf de jaren 90 noodzakelijke verwijdering van de technische infrastructuur van de gesloopte sporen, behield het station een automatische treindetectie en de hoofd- en voorseinen. Een van beide seinhuizen kon worden gesloten. De treindienstleider (seinhuis Vf) verhuisde naar het seinhuis van de voormalige wisselwachter Vo. De handbediende overweg en de armseinen aan de oostelijke stationszijde bleven behouden, terwijl de federale spoorwegautoriteit (Eisenbahn-Bundesamt, EBA) een complete ombouw van het station met de nieuwste techniek (ESTW) goedgekeurd had. Hiervoor waren geen middelen beschikbaar. Een relaiskast van het type Siemens Dr S2 uit de jaren 50 werd naast het seinhuis Vf in de container geplaatst. Het verving het overbodige geworden mechanische treindienstleidingspost Vwf aan de westzijde van het station.
De ombouw is door de EBA gedwongen als goedgekeurde noodoplossing in verband met de urgente veiligheidsprobleem om de exploitatie van de lijn in stand te houden. De EBA had de Deutsche Bahn in de voorgaande jaren meerdere malen aangedrongen, de exploitatie van de spoorlijn Langwedel - Soltau op grond van de slechte infrastructuur te staken.

## Vandaag en de toekomst
De OHE had in 2009 in samenwerking met de gemeente Visselhövede, de Waldconsulting GmbH en de Warengenossenschaft Heidesand e.G. de houttransporten van het station uitgebreid. Naast de seinhuis Vf is er een zendmast geplaatst voor de digitale treinradio GSM-Rail. Tevens vinden er weer overleggen plaats, bij het behoud van reizigersverkeer op de Amerikalinie, het reizigersstation naar het oosten, dicht bij de binnenstad te verplaatsen.
Eind 2021 is het station gerenoveerd, o.a. zijn de perrons verhoogd t.b.v. het gemakkelijker in- en uitstappen door gehandicapten.
Begin 2013 stond het vroegere stationsgebouw te koop.

## Indeling

### Stationsgebouw en omgeving
Het station bezit een relatief groot stationsgebouw aan de noordzijde van sporen, dat vanaf 1993 in bezit is van de Duitse Rode Kruis en niet meer vrij toegankelijk. Direct ten oosten van het gebouw bevindt zich via een kleine trap de toegang tot het hoofdperron. Hier staat ook een kaartenautomaat. Direct ten westen van het gebouw bestond een barrièrevrije toegang tot het hoofdperron, die echter door vele diepe gaten in slechte staat bevindt, waardoor het niet meer door rolstoelers te gebruiken is. Aan de voorzijde van het stationsgebouw is er een kleine parkeerplaats in vorm van een geasfalteerde, vol met kuilen en zonder markering en een overkapte fietsenstalling beschikbaar.
Het station is nog steeds niet toegankelijk gemaakt en het stationsgebied bevindt zich in een erbarmelijke toestand.

### Perrons
Naast het hoofdperron (spoor 1) heeft station Visselhövede nog een tweede perron (spoor 2). Deze is te bereiken via een voetgangerstunnel, welke uit de tijd stamt van hogere frequenties. Vroeger was er achter het tweede perron, via een overpad te bereiken, nog een derde perron. Tegenwoordig wordt alleen het hoofdperron (spoor 1) gebruikt, het tweede spoor kan worden gebruikt voor het kruisen van treinen, wat niet in de dienstregeling voorkomt.

### Overige omgeving
Na de omvangrijke afbraak van het voormalige goederen- en rangeersporen bestaat naast de beide perronsporen nog een private laad- en opstelspoor. Oostelijk van het station bevindt zich een overweg. Ongeveer twee kilometer ten oosten buigt van de spoorlijn een laadspoor naar het noorden af richting een bedrijventerrein.

## Locatie en verbindingen
Het station Visselhövede bevindt zich rond de 1,5 kilometer ten zuidwesten de binnenstad, aan de L 171 richting Verden, in oostwest-richting. Door de locatie aan de oostrand van de stad wordt het station met een lage frequentie bediend.
| Serie | Treinsoort           | Route                                             | Bijzonderheden             |
| ----- | -------------------- | ------------------------------------------------- | -------------------------- |
| RB 37 | Regionalbahn (Erixx) | Bremen Hbf – Visselhövede – Soltau (Han) – Uelzen | Rijdt eenmaal per twee uur |

Voor het station is er een bushalte Visselhövede Bahnhof, welke door de Weser-Ems Bus GmbH wordt bediend. Deze rijdt met een lijndienst naar Rotenburg en een buurtbus voor de dorpen rondom Visselhövede.